# NGC 7576
NGC 7576 este o galaxie situată în constelația Vărsătorul. A fost descoperită în 5 octombrie 1785 de către William Herschel.